# 朝まで生テレビ!のパネリスト一覧
朝まで生テレビ!のパネリスト一覧では、朝まで生テレビ!に出演したパネリストの一覧を示す（五十音順）。肩書きは出演時のもので、複数回出演の場合はそのうちの最新のものとし、できる限り放送に使用した肩書きとした。

## ジャーナリスト・執筆業

### ジャーナリスト
- アイリーン・美緒子・スミス（環境ジャーナリスト、グリーンアクション）
- 青木理（ジャーナリスト）
- 明石昇二郎（ルポライター）
- 秋尾沙戸子（ジャーナリスト）
- 石原里紗（フリーライター）
- 井上和彦（軍事ジャーナリスト）
- 今井一（ジャーナリスト）
- 上杉隆（ジャーナリスト）
- 江川紹子（ジャーナリスト）
- 大高未貴（ジャーナリスト、ルポライター）
- 大谷昭宏（ジャーナリスト）
- 大宅映子（ジャーナリスト）
- 荻原博子（経済ジャーナリスト）
- 梶村太一郎（ジャーナリスト、日独平和フォーラムベルリン代表）
- 蟹瀬誠一（ジャーナリスト）
- 姜誠（ルポライター）
- 金総領（ジャーナリスト）
- 宮淑子（ジャーナリスト）
- 工藤雪枝（拓殖大学客員教授、ジャーナリスト）
- 孔健（中国画報社日本総代表、チャイニーズドラゴン新聞編集主幹）
- コリーヌ・ブレ（ジャーナリスト）
- 櫻井よしこ（ジャーナリスト）
- 桜林美佐（軍事ジャーナリスト）
- 佐藤文明（ルポライター）
- サム・ジェームソン（ジャーナリスト、元ロサンゼルスタイムス東京支局長）
- 下村満子（ジャーナリスト、女性のためのアジア平和国民基金理事）
- 重信メイ（ジャーナリスト）
- 末延吉正（政治ジャーナリスト）
- スコット・ハーズ（経済ジャーナリスト、元協和銀行）
- 須田慎一郎（金融ジャーナリスト）
- ソガル・エルデネ（スポーツジャーナリスト）
- 田崎史郎（政治ジャーナリスト）
- 田中宇（ジャーナリスト）
- 玉木正之（スポーツライター）
- 津田大介（ジャーナリスト）
- 手嶋龍一（ジャーナリスト）
- どす恋花子（相撲ライター）
- 富坂聰（ジャーナリスト）
- 鳥越俊太郎（ジャーナリスト・元毎日新聞記者）
- 葉千栄（ジャーナリスト、東海大学教授）
- 池東旭（ジャーナリスト）
- 中澤潔（相撲ジャーナリスト）
- 二宮清純（スポーツジャーナリスト）
- 橋田信介（フリージャーナリスト）
- ばばこういち（ジャーナリスト）
- 速水由紀子（ジャーナリスト）
- 半田滋（防衛ジャーナリスト）
- 福沢恵子（ジャーナリスト）
- 福島香織（ジャーナリスト、元産経新聞記者）
- 藤井誠二（ルポライター）
- 藤井良樹（ルポライター）
- 松井やより（ジャーナリスト）
- 西野瑠美子（ルポライター）
- むのたけじ（ジャーナリスト、評論家、たいまつ新聞主幹）
- 村田佳寿子（日本環境ジャーナリストの会理事、元文化放送プロ野球キャスター）
- 桃井和馬（フォトジャーナリスト）
- 矢崎泰久（ジャーナリスト）
- 安田純平（フリージャーナリスト）
- 吉岡達也（ジャーナリスト、ピースボート）
- 呂英華（ジャーナリスト）
- 賈珊（ジャーナリスト）

#### 新聞・出版・インターネット
- イーザ・ユスロン（日刊紙コンパス特派員）
- 伊藤千尋（朝日新聞元中南米特派員）
- 李ビョンソン（文化日報前東京特派員）
- 岡留安則（噂の真相発行人）
- 花岡信昭（産経新聞論説副委員長）
- 岸井成格（毎日新聞東京本社特別編集委員）
- ジェームズ・ワグナー（ニューズウィーク日本版副編集長）
- 田岡俊次（朝日新聞AERAシニアスタッフライター）
- 高篠栄子（学びの場.com編集長）
- 高野孟（インサイダー編集長）
- 全哲男（朝鮮新報論説委員）
- 歳川隆雄（インサイドライン編集長）
- 二木啓孝（日刊ゲンダイニュース編集部長）
- 野崎靖博（日刊スポーツ編集委員）
- 西岡久惠（都政新報編集長）
- 長谷川幸洋（東京・中日新聞論説副主幹）
- 朴鉄民（雑誌編集人）
- ピーター・ランダース（ウォール・ストリート・ジャーナル特派員）
- ヒルシャー・ゲプハルト（元南ドイツ新聞極東特派員、神奈川大学教授）
- 黄栄植（韓国日報特派員）
- ベンジャミン・フルフォード（元フォーブス誌東京支局長）
- 水口義朗（東京女性財団評議員、元婦人公論編集長）
- 明珍美紀（前新聞労連委員長、毎日新聞記者）
- 山田厚史（朝日新聞編集委員）

#### 放送
- 石高賢治（朝日放送プロデューサー）
- 植田豊喜（TBS報道局編集主幹）
- 川村晃司（テレビ朝日コメンテーター）
- 土屋敏男（日本テレビプロデューサー）
- 堀潤（元日本放送協会アナウンサー→現フリー）
- 宮崎緑（キャスター）
- 若林正人（キャスター、元東京銀行）
- 渡辺宜嗣（テレビ朝日アナウンサー）

### 評論家
- 池田信夫（経済評論家、株式会社アゴラ研究所代表取締役社長）
- 天木直人（外交評論家）
- 潮匡人（聖学院大学講師、元自衛官）
- 海老名香葉子（エッセイスト）
- 岡崎久彦（岡崎研究所所長）
- 岡田斗司夫（評論家）
- 荻上チキ（評論家）
- 尾木直樹（教育評論家、元中学校教師）
- 屋山太郎（政治評論家）
- 荻原博子（経済評論家）
- 小沢遼子（評論家）
- 片岡鉄哉（評論家、スタンフォード大学フーバー研究所上級研究員）
- 勝間和代（経済評論家）
- 金美齢（評論家、JET日本語学校理事長）
- 木元教子（評論家）
- 切通理作（作文筆者）
- グレゴリー・クラーク（評論家、多摩大学学長）
- 小阪修平（評論家、元東大全共闘）
- 呉智英（評論家）
- 坂井保之（プロ野球経営評論家）
- 堺屋太一（評論家）
- 佐高信（評論家、週刊金曜日編集委員）
- 塩田丸男（評論家）
- 高森明勅（評論家）
- 田久保忠衛（外交評論家）
- 田母神俊雄（軍事評論家、元航空自衛官航空幕僚長）
- 濤川栄太（教育評論家、新松下村塾塾長）
- 西部邁（月刊誌発言者主幹）
- 八幡和郎（評論家、元通商産業省）
- 樋口恵子（評論家、東京家政大学文学部教授）
- 兵頭二十八（劇画原作シナリオライター、元・自衛官）
- 藤井厳喜（国際問題評論家）
- フマユン・A・ムガール（アジア・イスラム評論家）
- 古市憲寿（評論家）
- 卞宰洙（文芸評論家）
- 松本健一（麗沢大学教授、評論家）
- 三上満（教育評論家、元全労連議長）
- 三島健二郎（評論家、元警察庁警備局長）
- 三橋貴明（経済評論家）
- 宮家邦彦（評論家、元外交官）
- 三宅久之（政治評論家）
- 宮崎哲弥（評論家）
- 惠隆之介（評論家、元海上自衛官）
- 栄陽子（国際教育評論家）
- 和田秀樹（教育評論家、精神科医）

### 作家
- 青山繁晴（作家、元独立総合研究所代表取締役社長）
- 雨宮処凛（作家、反貧困ネットワーク副代表）
- 嵐山光三郎（作家）
- 猪瀬直樹（作家）
- 安部譲二（小説家）
- 井沢元彦（作家）
- 石川好（作家、秋田公立美術工芸短大学長）
- 小田実（作家）
- 景山民夫（作家、『幸福の科学』論客として）
- 勝谷誠彦（作家、コラムニスト）
- 上坂冬子（作家）
- 河添恵子（作家、華人ウォッチャー）
- 金文学（作家、比較文化学者、韓国系3世中国人）
- クライン孝子（ノンフィクション作家、ジャーナリスト）
- 黄文雄（文明史研究家）
- 小松左京（作家）
- 酒井あゆみ（元風俗嬢、作家、著書「快感のいらない女たち」）
- 四宮正貴（著述家、四宮政治文化研究所代表）
- 菅野完　(著述家)
- 竹田恒泰（作家、明治天皇の玄孫）
- 筒井康隆（作家）
- 土門周平（作家、元陸軍大尉、元一等陸佐）
- 中島らも（作家）
- 野坂昭如（作家）[1]
- 日垣隆（作家、ジャーナリスト）
- 猪瀬直樹（作家）
- 百田尚樹（作家）
- 水谷修（作家、教育評論家）
- 宮崎学（作家）
- 村野まさよし（作家）
- 森達也（ドキュメンタリー作家）
- 山崎哲（劇作家、演出家）
- 吉岡忍（ノンフィクション作家）
- 吉木誉絵（作家）
- 柳在順（ノンフィクション作家）

## 大学教授・研究者

### 大学教員
- 新崎盛暉（沖縄大学教授）
- アン・マクドナルド（宮城大学看護学部専任講師）
- 飯塚正人（東京外国語大学アジア・アフリカ言語文化研究所助教授）
- 井尻千男（拓殖大学日本文化研究所所長）
- 井尻秀憲（筑波大学社会科学系助教授）
- 石川真澄（新潟国際情報大学教授、元朝日新聞編集委員）
- 糸瀬茂（宮城大学助教授）
- 井上達夫（東京大学教授）
- 岩田温（大和大学講師）
- 色川大吉（東京経済大学名誉教授、歴史家）
- 上田紀行（東京工業大学大学院助教授）
- 潮匡人（帝京大学短期大学准教授、元航空自衛官）
- 衞藤瀋吉（東京大学名誉教授）
- エンノ・ベルント（立命館大学助教授）
- 笈川博一（杏林大学社会科学部教授）
- 大原康男（國學院大學教授）
- 荻野晃也（京都大学工学部原子工学科助手・理学博士）
- 小田晋（国際医療福祉大学教授）
- 笠原十九司（都留文科大学教授）
- 笠原英彦（慶應義塾大学教授）
- 桂敬一（東京情報大学教授）
- 香山リカ（帝塚山学院大学教授）
- 姜尚中（東京大学教授）
- 金子勝（慶應義塾大学教授）
- 関寛治（立命館大学名誉教授）
- 金慶珠（東海大学教養学部国際学科准教授）
- 草野厚（慶應義塾大学教授）
- 久保寺昭子（東京理科大学薬学部教授）
- 小島朋之（慶應義塾大学総合政策学部教授）
- 小林至（江戸川大学助教授、元ロッテ）
- 小林節（慶應義塾大学教授）
- 小森陽一（文芸評論家、東京大学教授）
- 齋藤愼（大阪大学経済学部教授）
- 佐島直子（専修大学助教授・元防衛庁職員）
- 志方俊之（帝京大学教授）
- 重村智計（早稲田大学教授）
- 島田晴雄（慶應義塾大学教授）
- 志村史夫（静岡理工大学教授、ノースカロライナ州立大併任教授）
- 純丘曜彰（玉川大学講師）
- 朱建栄（東洋学園大学教授）
- 徐龍達（桃山学院大学教授）
- 高嶋伸欣（琉球大学教授）
- 高橋和夫（放送大学助教授）
- 高橋紘（静岡福祉大学教授）
- 高橋洋一（嘉悦大学教授）
- 武田邦彦（中部大学総合工学研究所特任教授）
- 立山紘毅（山口大学経済学部助教授）
- 田畑光永（神奈川大学教授）
- 竹花光範（駒澤大学教授）
- 槌田敦（名城大学教授）
- 土本武司（白鷗大学法科大学院学長、元最高検検事）
- 杜進（拓殖大学教授、元東洋大学教授）
- 戸張東夫（産業能率大学教授）
- 富岡幸一郎（関東学院大学教授）
- 中川八洋（筑波大学教授）
- 中西輝政（京都大学名誉教授）
- 中村粲（獨協大学名誉教授・日本近代史）
- 夏野剛（慶應義塾大学特別招聘教授）
- 奈良林直（北海道大学大学院工学研究院教授、工学者）
- 西岡力（東京基督教大学教授、現代コリア編集長）
- 西尾幹二（電気通信大学名誉教授、新しい歴史教科書をつくる会会長）
- 西原博史（早稲田大学教授）
- 新美育文（明治大学法学部教授）
- 橋爪大三郎（東京工業大学教授）
- 服部孝章（立教大学教授）
- 秦郁彦（元日本大学教授・現代史家・法博）
- 林華生（早稲田大学アジア・太平洋研究センター教授）
- 福岡政行（白鷗大学法学部教授）
- 藤井聡 (京都大学大学院工学研究科教授)
- 藤井靖彦（東京工業大学原子炉工学研究所長）
- 藤岡信勝（元東京大学教授、拓殖大学教授新しい歴史教科書をつくる会呼びかけ人）
- 藤永幸治（帝京大学教授、元東京高検検事長）
- 町澤静夫（精神科医、立教大学教授）
- 松原聡（東洋大学教授）
- 水島朝穂（早稲田大学教授）
- 水谷研治（中京大学経済学部、東海総研理事）
- 宮台真司（首都大学東京准教授）
- ミュリエル・ジョリヴェ（上智大学教授）
- 村尾信尚（関西学院大学教授）
- 村田晃嗣（同志社大学教授）
- 百地章（日本大学法学部教授・憲法学）
- 森本敏（拓殖大学総長、元野村総合研究所主席研究員、元防衛大臣）
- 諸富祥彦（千葉大学教育学部助教授、臨床心理士）
- 八木秀次（高崎経済大学教授）
- 山崎龍明（僧侶、武蔵野女子大学助教授）
- 山崎泰彦（神奈川県立保健福祉大学教授、社会保障審議会年金部会委員）
- 山口二郎（北海道大学教授）
- 山田朗（明治大学教授）
- 吉田康彦（大阪経済法科大学教授）
- 吉見義明（中央大学教授、日本現代史専攻）
- 吉村作治（早稲田大学教授）
- 李相哲（龍谷大学教授
- ロバート・ゲラー（東京大学教授）
- 和田春樹（東京大学教授）
- 渡部昇一（上智大学名誉教授）
- 游仲勲（亜細亜大学教授）
- 尹健次（神奈川大学教授、「新しい歴史教科書をつくる会等の動きを憂慮する在日朝鮮人・呼びかけ人）
- 王曙光（拓殖大学教授）
- 王智新（聖トマス大学教授）

### エコノミスト・その他の研究者
- 阿久津博康（岡崎研究所主任研究員）
- 市川周（一橋総合研究所、市川アソシエイツ代表）
- 植草一秀（経済評論家・経済学者）
- 大野元裕（中東調査会上席研究員）
- 小川仁志（哲学者、徳山工業高専准教授）
- 大前研一（エコノミスト）
- 金明哲（外交軍事アナリスト）
- 紺谷典子（エコノミスト）
- 齋藤伸三（日本原子力研究所・東海研究所所長）
- 島田裕巳（宗教学者）
- 白石真澄（ニッセイ基礎研究所主任研究員）
- 鈴木壮治（一橋総合研究所）
- 苫米地英斗（脳機能学者）
- 中林美恵子（経済産業研究所研究員）
- 広瀬一郎（経済産業研究所上席研究員）
- 許文道（韓国東北亜文化研究所所長）
- 三浦瑠麗（国際政治学者、東京大学政策ビジョン研究センター客員研究員（リサーチャー））
- 水口章（中東調査会主任研究員）
- 水野隆徳（エコノミスト）
- 森永卓郎（エコノミスト）
- 吉崎達彦（エコノミスト、双日総合研究所副所長）
- 張云方（中国全国日本経済学会副会長）
- 陸国忠（中国国際問題研究所高級研究員）
- 梁玉出（朝鮮大学校教員）

## 政治家

### 自由民主党・衆参議員
- 甘利明（自由民主党・衆議院議員、元経済産業大臣）
- 石破茂（自由民主党・衆議院議員、元農林水産大臣、元防衛大臣、元防衛庁長官）
- 石原伸晃（自由民主党・衆議院議員、党幹事長代理）
- 衛藤征士郎（自由民主党・衆議院議員、元防衛庁長官・副外相）
- 大村秀章（自由民主党・衆議院議員、元内閣府副大臣）
- 柿沢弘治（元自由民主党衆議院議員、元外務大臣）
- 片山さつき（自由民主党・衆議院議員、党広報局長）
- 加藤紘一（自由民主党・元衆議院議員、元内閣官房長官）
- 加藤六月（元自由民主党衆議院議員、元陸軍士官候補生）
- 加納時男（自由民主党・参議院議員）
- 河野太郎（自由民主党・衆議院議員、元法務副大臣）
- 栗原博久（自由民主党・衆議院議員、元農林水産副大臣）
- 栗本慎一郎（元自由民主党衆議院議員）
- 小泉純一郎（自由民主党・衆議院議員）
- 小池百合子（自由民主党・衆議院議員、元防衛大臣、元内閣総理大臣補佐官）
- 小林温（元自由民主党・参議院議員）
- 笹川堯（自由民主党・衆議院議員、元国務大臣）
- 佐藤ゆかり（自由民主党・衆議院議員）
- 塩崎恭久（自由民主党・参議院議員、元内閣官房長官）
- 島村宜伸（自由民主党・衆議院議員、元農林水産大臣、元文部大臣）
- 下村博文（自由民主党・衆議院議員）
- 世耕弘成（自由民主党・参議院議員）
- 高市早苗（自由民主党・衆議院議員）
- 武見敬三（自由民主党・参議院議員）
- 津島雄二（自由民主党・衆議院議員、元厚生大臣）
- 鶴保庸介（自由民主党・参議院議員）
- 戸塚進也（自由民主党・元衆議院議員）
- 中川昭一（自由民主党・衆議院議員）
- 中谷元（自由民主党・衆議院議員、元防衛庁長官）
- 西田昌司（自由民主党・参議院議員）
- 根本匠（自由民主党・衆議院議員）
- 馳浩（自由民主党・参議院議員、プロレスラー、元高校教師）
- 羽田孜（元自由民主党・衆議院議員）
- 平沢勝栄（自由民主党・衆議院議員、元内閣府副大臣）
- 茂木敏充（自由民主党・衆議院議員、元国務大臣）
- 舛添要一（自由民主党参議院議員、党参議院政策審議会長）
- 松岡利勝（自由民主党・衆議院議員、元農林水産大臣）
- 松川るい（自由民主党・参議院議員）
- 松島みどり（自由民主党・衆議院議員）
- 松浪健四郎（自由民主党・衆議院議員、元文部科学副大臣）
- 松本文明（自由民主党・衆議院議員）
- 村上誠一郎（自由民主党・衆議院議員、元行革担当大臣）
- 森岡正宏（自由民主党・衆議院議員）
- 山田宏（自由民主党・参議院議員）
- 山本一太（自由民主党・参議院議員）
- 山本幸三（自由民主党・衆議院議員）
- 渡辺喜美（自由民主党・衆議院議員、元行革担当大臣）
- 若狭勝（自由民主党・衆議院議員）

### 立憲民主党・衆参議員
- 阿部知子（立憲民主党・衆議院議員）
- 枝野幸男（立憲民主党・衆議院議員、党代表）
- 海江田万里（立憲民主党・衆議院議員、党最高顧問）
- 菅直人（立憲民主党・衆議院議員、党最高顧問）
- 末松義規（立憲民主党・衆議院議員）
- 辻元清美（立憲民主党・衆議院議員）
- 福山哲郎（立憲民主党・参議院議員、党幹事長）
- 馬淵澄夫 (立憲民主党・衆議院議員、元国土交通大臣)
- 蓮舫（立憲民主党・参議院議員）
- 鎌田さゆり（立憲民主党・元衆議院議員）

### 民主党・民進党・国民民主党・衆参議員
- 浅尾慶一郎（民主党・参議院議員）
- 東祥三（元民主党衆議院議員）
- 石井一（元民主党衆議院議員）
- 岩國哲人（元民主党衆議院議員）
- 緒方林太郎（元民進党衆議院議員）
- 小沢鋭仁（元民主党衆議院議員）
- 大塚耕平（国民民主党・参議院議員、党代表）
- 岡田克也（元民主党・衆議院議員）
- 河村たかし（元民主党衆議院議員、名古屋市長）
- 小宮山洋子（元民主党衆議院議員）
- 佐藤道夫（元民主党参議院議員）
- 首藤信彦（元民主党衆議院議員）
- 鈴木寛（元民主党参議院議員）
- 仙谷由人（元民主党衆議院議員）
- 達増拓也（元民主党衆議院議員、岩手県知事）
- 樽床伸二（元民主党衆議院議員）
- 土肥隆一（元民主党衆議院議員）
- 長島昭久（元民主党・衆議院議員）
- 原口一博（国民民主党・衆議院議員）
- 樋高剛（元民主党衆議院議員）
- 平野貞夫（元民主党参議院議員）
- 古川元久（国民民主党・衆議院議員）
- 松原仁（元民主党・衆議院議員）
- 渡辺周（国民民主党・衆議院議員）

### 公明党・衆参議員
- 赤松正雄（衆議院議員）
- 池坊保子（衆議院議員、文部科学副大臣）
- 上田勇（衆議院議員、党広報委員長）
- 魚住裕一郎（参議院議員）
- 遠藤乙彦（衆議院議員、党中央幹事）
- 北側一雄（衆議院議員、党幹事長、前国土交通大臣）
- 黒柳明（参議院議員、党中央副委員長）
- 白浜一良（参議院議員、党中央幹事）
- 高木陽介（衆議院議員、党選挙対策委員長）
- 遠山清彦（参議院議員）
- 福島豊（衆議院議員、党中央幹事）
- 松あきら（参議院議員、党中央幹事）
- 山口那津男（参議院議員、党中央幹事）

### 日本共産党・衆参議員
- 上田耕一郎（日本共産党・元参議院議員）
- 緒方靖夫（日本共産党・元参議院議員）
- 笠井亮（日本共産党・衆議院議員）
- 木島日出夫（日本共産党・元衆議院議員）
- 小池晃（日本共産党・参議院議員）
- 小泉親司（日本共産党・参議院議員）
- 穀田恵二（日本共産党・衆議院議員）
- 佐々木憲昭（日本共産党・衆議院議員）
- 志位和夫（日本共産党・衆議院議員）
- 田村智子（日本共産党・参議院議員）
- 大門実紀史（日本共産党・参議院議員）
- 筆坂秀世（元日本共産党参議院議員）
- 正森成二（日本共産党・衆議院議員）
- 吉川春子（日本共産党・元参議院議員）

### 諸派・衆参議員
- 足立康史（日本維新の会・衆議院議員）
- 荒井広幸（無所属・参議院議員）
- 伊藤茂（日本社会党副党首・衆議院議員）
- 伊東秀子（元日本社会党参議院議員）
- 翫正敏（元日本社会党・参議院議員）
- 岩垂佐喜雄（元日本社会党衆議院議員）
- 糸数慶子（無所属・参議院議員）
- 今川正美（社会民主党・衆議院議員）
- 上田哲（マスコミ世論研究所理事長、元衆・参議院議員）
- 植田至紀（社会民主党・衆議院議員）
- 江田憲司（衆議院議員、無所属。桐蔭横浜大学教授）
- 亀井静香（国民新党代表代行・衆議院議員）
- 木内孝胤（希望の党・元衆議院議員）
- 小林興起（国民新党・元衆議院議員、元副財務相）
- 小森龍邦（元衆議院議員）
- 左近正男（元日本社会党衆議院議員）
- 白川勝彦（元「自由と希望」代表・元衆議院議員・元自治大臣）
- 下地幹郎（そうぞう・衆議院議員）
- 杉田水脈（元衆議院議員、日本のこころを大切にする党）
- 鈴木宗男（新党大地・衆議院議員）
- 鈴木淑夫（自由党・衆議院議員）
- 高沢寅男（日本社会党・元衆議院議員）
- 千葉景子（参議院議員、日本社会党副書記長）
- 徳田虎雄（元自由連合衆議院議員）
- 中野正志（参議院議員、日本のこころ代表）
- 中山恭子（参議院議員、次世代の党代表）
- 西田猛（自由党・衆議院議員）
- 西村眞悟（自由党衆議院議員、元防衛政務次官）
- 熊代昭彦（元衆議院議員）
- 鳩山邦夫（衆議院議員、元文部大臣）
- 浜田卓二郎（元衆議院議員、元大蔵省）
- 原陽子（元社会民主党衆議院議員）
- 福島みずほ（元社会民主党党首・参議院議員）
- 保坂展人（元社会民主党衆議院議員、世田谷区長）
- 吉田忠智（元社会民主党参議院議員）
- 野末陳平（元参議院議員）
- 八代英太（元衆議院議員、元郵政大臣）
- 矢田部理（元新社会党衆議院議員）
- 山口壮（無所属の会・衆議院議員）
- 山口敏夫（元自由民主党衆議院議員）
- 山口鶴男（元日本社会党衆議院議員）
- 山花貞夫（元日本社会党衆議院議員）

### 地方自治体
- 青島幸男（元東京都知事）
- 浅野史郎（前宮城県知事）
- 石原慎太郎（作家、前東京都知事）
- 猪瀬直樹（東京都副知事）
- 大泉博子（山口県副知事、著書現代好色5人女）
- 大田昌秀（元沖縄県知事）
- 大山とも子（東京都議・日本共産党）
- 岡村幸四郎（埼玉県川口市市長）
- 音喜多駿（東京都議会議員）
- 佐野美和（東京都八王子市議会議員）
- 桜井武（東京都議・自由民主党）
- 佐々木恵美子（北海道議）
- 千保一夫（大田原市長）
- 舘野喜重郎（茨城県三和町町長）
- 田中康夫（長野県知事、作家）
- 玉城義和（沖縄県議会議員）
- 親松貞義（北海道赤平市長）
- 内藤尚（元東京都議会議員・元自由民主党・品川区）
- 中越武義（高知県檮原町長）
- 中田宏（横浜市長）
- 西川太一郎（東京都荒川区長。元保守党衆議院議員）
- 根本良一（前福島県矢祭町長）
- 橋下徹（大阪市長）
- 坂東眞理子（埼玉県副知事）
- 東国原英夫（宮崎県知事）
- 松沢成文（神奈川県知事）

## 官僚
- 明石康（元国連事務次長）
- 飯田哲也（認定NPO法人環境エネルギー政策研究所 所長）
- 岸博幸（元経産官僚）
- 古賀茂明（元通産（経産）官僚）
- 斎木尚子（外務省北米二課長）
- 佐久間達哉（法務省人権擁護局調査救済課長）
- 佐々淳行(元内閣安全保障室長)
- 菅沼光弘（元公安調査庁第二部長）
- 寺脇研（文部省政策課長）
- 中村仁威（外務省安全保障政策課長補佐）
- 久枝譲治（外務省報道・広報担当官房参事官）
- 藤井昭夫（内閣官房個人情報保護担当室長）
- 孫崎享（元外務省国際情報局局長、東アジア共同体研究所理事・所長）
- 八幡和郎（内閣官房官房情報管理課長）

## 経営者・実業家
- 青木信明（エムケイ代表取締役社長）
- アミン・コヒィ（貿易会社社長、セラピスト）
- 板倉雄一郎（板倉雄一郎事務所代表）
- 猪子寿之（チームラボ(株)代表取締役社長）
- 奥谷禮子（ザ・アール社長、経済同友会理事）
- 片岡都美（ホテル経営者）
- 加藤優次（アットナビベトナム(株)代表取締役副社長兼CEO）
- 木村剛（KFi代表取締役社長）
- 清水信次（ライフコーポレーション会長）
- 宋文洲（ソフトブレーン株式会社創業者）
- 竹中平蔵（実業家、教育者、元参議院議員）
- 辻川泰史（株式会社はっぴーライフ代表取締役）
- トーマス・R. ゼンゲージ（エデルマン・ジャパン代表取締役）
- ビル・トッテン（アシスト社長）
- 藤田志穂（元有限会社SGR社長）
- 堀江貴文（元ライブドア社長）
- 堀紘一（ドリームインキュベータ社長）
- 横田響子（(株)コラボラボ代表取締役）
- ロバート・グロンディン（在日米国商工会議所理事、弁護士）
- 渡邉美樹（ワタミ取締役社長）
- 季宏（天津市駐日本経済貿易代表處首席代表）

## 活動家
- 阿形充規（全日本愛国者団体会議議長）
- 足立正生（元日本赤軍活動家）
- 天野礼子（アウトドアライター、市民版憲法調査会メンバー）
- 植垣康博（元連合赤軍兵士）
- 上杉聰（日本の戦争責任資料センター事務局長）
- 上杉千年（歴史教科書研究家、日本教師会参与）
- 奥田愛基（自由と民主主義のための学生緊急行動（SEALDs）の創設メンバー）
- 高海寛（中国国際友好連絡会副秘書長、平和と発展研究センター主任）
- 河添誠（首都圏青年ユニオン書記長）
- 設楽清嗣（東京管理職ユニオン書記長）
- 川田龍平（東京HIV訴訟原告）
- きくちゆみ（平和・環境運動家、フリーライター）
- 木村三浩（新右翼一水会代表）
- 桑江テル子（基地・軍隊を許さない行動する女たちの会事務局長）
- 小坂浩彰（NGOレインボーブリッヂ事務局長）
- 鈴木邦男（一水会顧問）
- 竹村英明（元グリンピースジャパン）
- 武るり子（少年犯罪被害当事者の会）
- 龍井葉二（連合・非正規労働センター長）
- 鄭甲寿（ワンコリアフェスティバル実行委員長）
- 野村秋介（民族派・大悲会会長）
- 日比野みさき（専業主婦連合会）
- ペマ・ギャルポ（チベット文化研究所、岐阜女子大学客員教授）
- 洪祥進（朝鮮人強制連行調査団事務局長）
- 松浦清春（連合・副事務局長）
- 本村洋（犯罪被害者の会）
- 山口素明（フリータ－全般労組副委員長）
- 湯浅誠（NPO「もやい」事務局長）
- 横江公美（VOTEジャパン社長）
- 劉徳有（中国文化部元次官、中国国際文化交流協会会長）
- 林国本（中日友好協会理事）
- Misao Redwolf（反原発活動家）

## 芸能関係者
- アグネス・チャン（タレント）
- 飯島愛（タレント）
- 池部良（陸軍中尉、俳優）
- 石井苗子（女優、キャスター）
- 伊藤俊也（東映プライド監督）
- 大川豊（お笑い芸人、大川興業総裁）
- 大島渚（映画監督）
- 河内家菊水丸（新聞詠み河内音頭家元）
- 喜納昌吉（ミュージシャン・参議院議員）
- 倉田真由美（漫画家）
- 黒木香（タレント）
- 小林亜星（作曲家）
- 小林よしのり（漫画家）
- 杉村太蔵（タレント、元衆議院議員）
- たかまつなな（タレント）
- ダースレイダー（ヒップホップミュージシャン）
- 立川談志（落語家）
- 千葉麗子（タレント）
- デーブ・スペクター（放送プロデューサー）
- テリー伊藤（演出家）
- 毒蝮三太夫（落語家）
- TOKYO PANDA（ファッションモデル）
- ドリアン助川（叫ぶ詩人の会リーダー）
- パトリック・ハーラン（芸能人）
- 春香クリスティーン（タレント）
- 遙洋子（タレント）
- マキノ正幸（沖縄アクターズスクール校長）
- 松崎菊也（タレント）
- 村本大輔（芸能人）
- 森治美（脚本家）
- 山本太郎（タレント）
- 山野車輪（漫画家）
- 矢部美穂（グラビアアイドル）
- ヨネスケ（落語家）

## スポーツ関係者
- 大仁田厚(プロレスラー)
- 維新力浩司（元十両筆頭、プロレスラー）
- 伊藤修（プロ野球機構選手会担当顧問）
- 江本孟紀（プロ野球解説者）
- 春日良一（スポーツコンサルタント、元JOC国際業務部参事）
- ガッツ石松（タレント、元WBCチャンピオン）
- 国東始（元十両4枚目、会社員）
- 栗山英樹（プロ野球解説者）
- 琴乃富士宗義（元前頭5枚目、ちゃんこ店店主）
- 坂本幸夫（元読売巨人軍オーナー秘書兼広報部長）
- 蝶野正洋（プロレスラー）
- 野村克也（シダックス監督）
- 東尾修（プロ野球解説者）
- 古田敦也（ヤクルトスワローズ、プロ野球選手会会長）
- 北斗晶（タレント、元女子プロレスラー）
- 龍虎孝宗（元小結、タレント）

## 教育関係者
- 牧野剛（河合塾現代文科講師）
- 長田百合子（塾教育学院・メンタルケア部門代表）
- 鳥山敏子（賢治の学校代表、元小学校教師）
- 河上亮一（プロ教師の会、中学校教師）
- 喜入克（都立高校教員、プロ教師の会）
- グエン・ヴィン・トロン（ホーチミン市さくら日本語学校理事長）
- 樽谷賢二（大阪府公立小学校教師）
- 戸塚宏（戸塚ヨットスクール校長）
- 富田富士也（教育カウンセラー）
- 中井浩一（国語専門塾鶏鳴学園代表）
- 西澤清（日教組副委員長）
- 長谷川潤（中学校社会科教師）
- 藤崎育子（開善塾教育相談所相談員）
- 森越康雄（日教組委員長）
- 楊晶（中国青年国際人材交流センター対外連絡部長）
- 吉田秀夫（日本PTA全国協議会メディア調査委員）
- 吉田博彦（NPO教育支援協会代表理事）

## 弁護士
- 伊藤真（弁護士）
- 宇都宮健児（日本弁護士連合会元会長）
- 遠藤誠（弁護士）
- ケヴィン・メア（アメリカ合衆国弁護士）
- ケント・ギルバート（カリフォルニア州弁護士）
- 坂井眞（弁護士）
- 佐藤欣子（弁護士）
- 真田範行（弁護士）
- 瀬戸則夫（弁護士）
- 永沢徹（弁護士）
- 萩谷麻衣子（弁護士）
- 山田万里子（弁護士）
- 湯浅卓（ニューヨーク州弁護士）

## 宗教関係者
- 麻原彰晃（オウム真理教代表）
- 荒木浩（オウム真理教広報副部長）
- 青山吉伸（オウム真理教顧問弁護士）
- 石橋郁雄（埼玉県都幾川村オウム真理教対策協議会会長）
- 小野毅（弁護士、オウム真理教被害対策弁護団事務局長）
- 高山勇三（オウム真理教出家信徒、元熊本県警察警部補）
- 小林健祐（幸福の科学事務局課長）
- 坂口頼邦（幸福の科学事務局部長）
- 坂元新之輔（オウム真理教在家信徒、文化人類学者）
- 上祐史浩（オウム真理教教化本部長）
- 西口浩（元創価学会副会長、元広報室長）
- 広末晃敏（オウム真理教地域問題対策室長）
- 真杉文紀（幸福の科学指導局局長）
- 村井秀夫（オウム真理教科学技術部長）

## その他
- アレズ・ファクレジャハニ（東京工業大学大学院生）
- 池内ひろ美（家族問題コンサルタント）
- 池坊雅史（池坊華道会顧問、元大蔵省課長補佐）
- 石川迪夫（原子力発電技術機構特別顧問）
- 黒川紀章（建築家）
- 小飼弾（オープンソースプログラマー、元オン・ザ・エッヂ役員）
- 辛淑玉（人材育成コンサルタント）
- 城繁幸（経営コンサルタント）
- 建入ひとみ（経営コンサルタント）
- 千葉紘子（歌手、法制審議官少年法部会委員、保護司）
- ピーター・フランクル（数学者、算数オリンピック委員会専務理事:在日10年）
- 水島総（日本文化チャンネル桜代表取締役社長）
- 水野和夫（三菱UFJ証券チーフエコノミスト）